# Richard Childress Racing
Richard Childress Racing is een Amerikaans raceteam dat actief is in de NASCAR Cup Series en de NASCAR Xfinity Series. Het werd opgericht door voormalig coureur Richard Childress.

## Geschiedenis
Het team startte in de Winston Cup in 1969 met rijder-eigenaar Richard Childress. In 1981 werd de tot dan toe eenmalig NASCAR-kampioen Dale Earnhardt rijder bij het team. Hij won tussen 1986 en 1994 de tot nog toe zes enige titels van het team. De rijders die momenteel aan de slag zijn voor het team in de Sprint Cup zijn Paul Menard, Kevin Harvick, Jeff Burton en Clint Bowyer.
Het team won tot nog toe drie titels in de Nationwide Series, in 2001 en 2006 met Kevin Harvick, in 2008 met Clint Bowyer. De titel in de Camping World Truck Series werd gewonnen met Mike Skinner in 1995 en Austin Dillon in 2011.

## Galerij

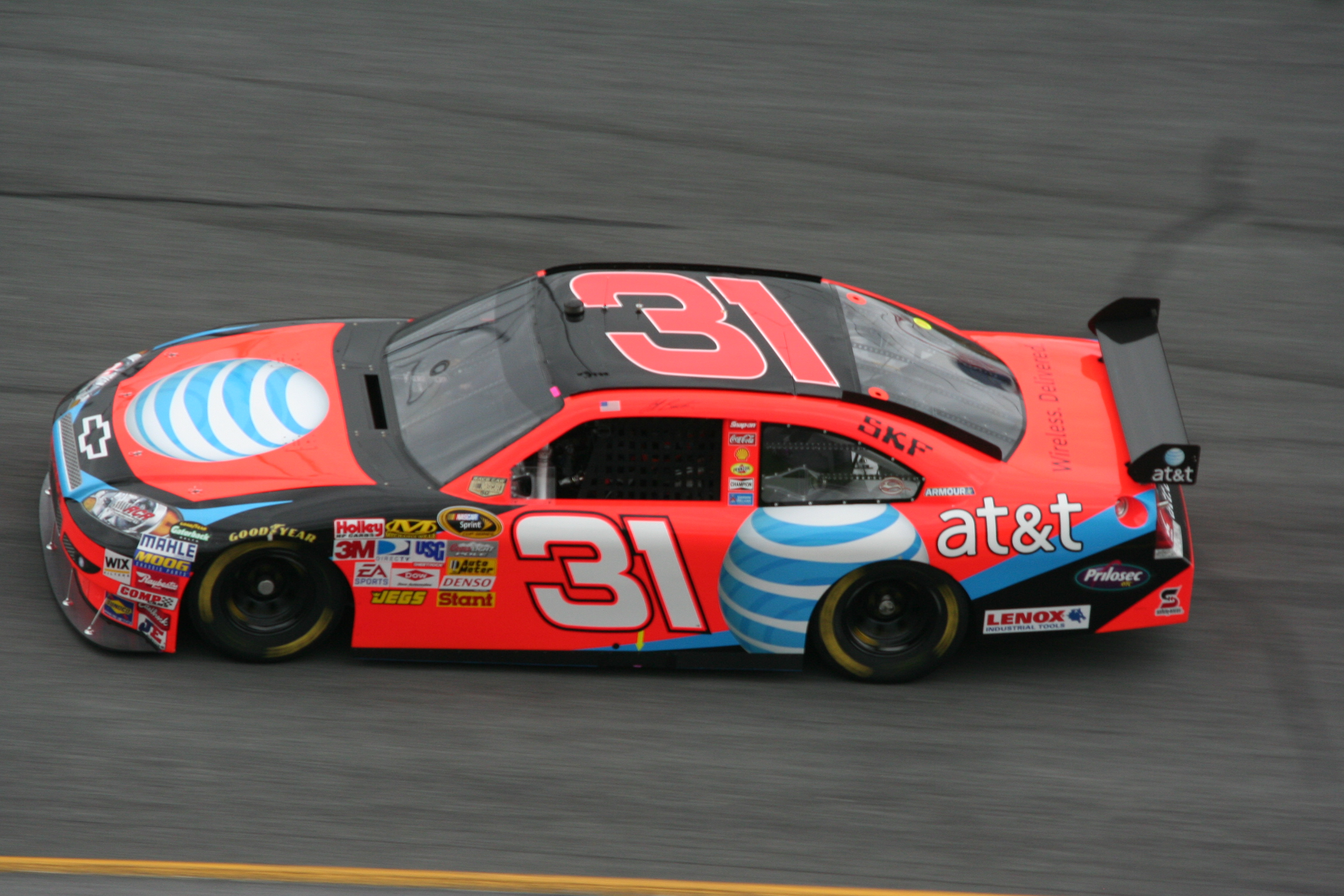
Jeff Burton in 2008
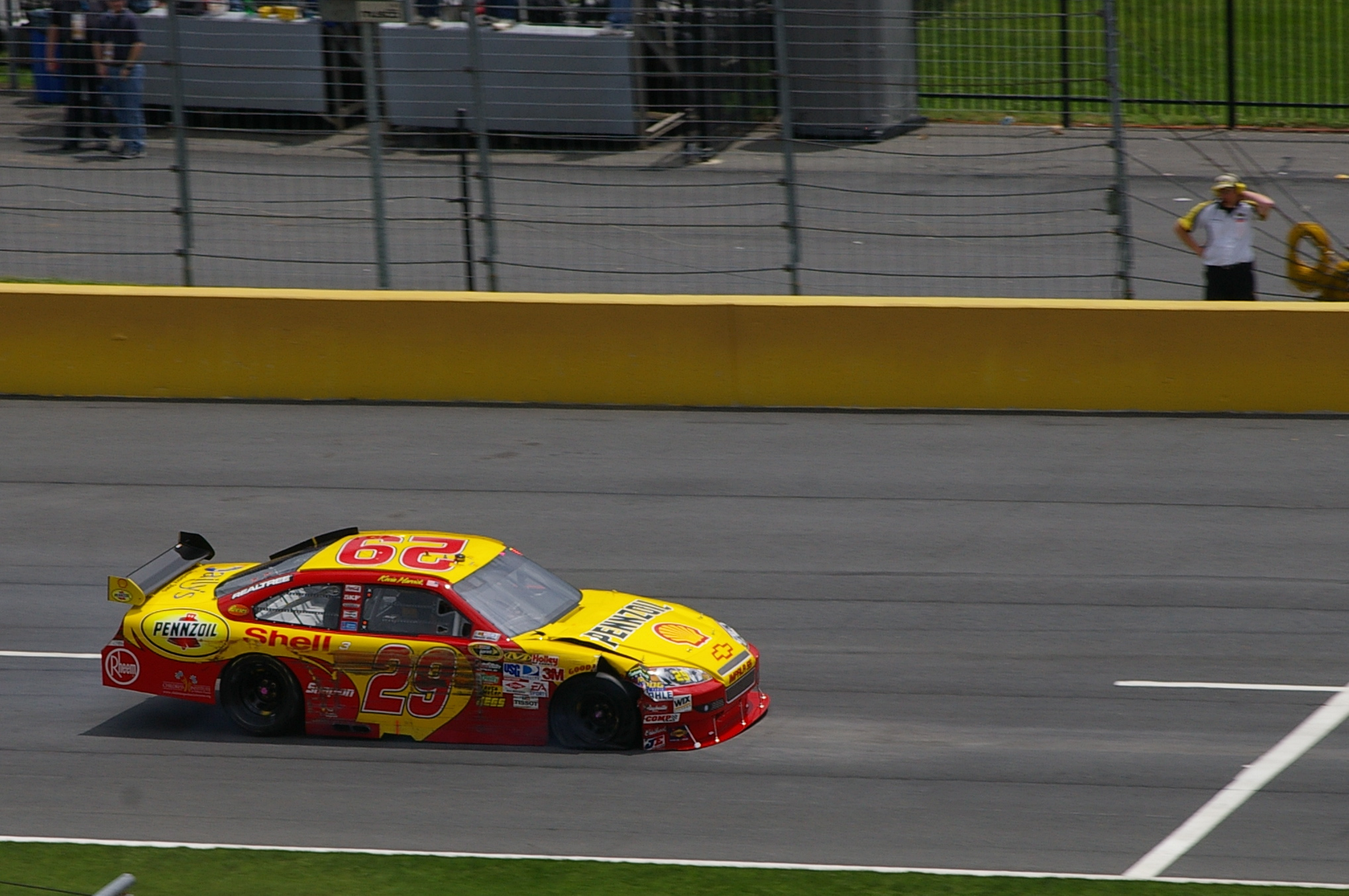
Kevin Harvick in 2009